# Ciszterci Szent István Gimnázium
A Ciszterci Szent István Gimnázium (az államszocializmus idején József Attila Gimnázium) 1702-ben alapított középfokú oktatási intézmény Székesfehérvárott, a város legrégebb óta folyamatosan működő középiskolája, Magyarország egyik legnagyobb múltú gimnáziuma. Egykori és jelenlegi épülete is a történelmi belvárosban, a Bartók Béla téren áll. Fenntartója a Ciszterci Rend Zirci Főapátsága. A gimnáziumban nappali, esti és levelezőtagozatos képzés folyik.

## Története
Az iskola története egészen az 1700-as évek elejére nyúlik vissza. Miután kiűzték a törököket a városból megjelentek a jezsuita atyák, akik rögtön templomépítésbe, illetve iskolaalapításba fogtak. Négy illetve hatosztályos intézményüket kisebb megszakításokkal 1773-ig működtették. Ekkor XIV. Kelemen pápa feloszlatta a jezsuita rendet, így az iskola vezetését a pálosok vették át, akik 10 éven át tanítottak itt. II. József király szerzetesrendeket feloszlató rendeletét követően egy ideig Magyar Királyi Gimnázium néven működött. Később I. Ferenc újra engedélyezte a szerzetesrendek működését, és a székesfehérvári gimnáziumot a bencésekre akarta bízni. Ez nem sikerült, ezért Dréta Antal zirci kormányzó perjel kérésére az iskola 1813-ban ciszterci rend tulajdonába került. Első ciszterci igazgatója Villax Ferdinánd volt, aki később zirci apát lett. Az iskola 1851-ben főgimnáziumi rangot kapott és neve: A Ciszterci Rend Székesfehérvári Főgimnáziuma lett, majd 1921-től Dr. Békefi Remig zirci apát javaslatára az intézmény A Ciszterci Rend Szent István Gimnáziuma nevet viselte.
A gimnázium kezdetben az Oskola utcai épületben működött (ma a Vörösmarty Mihály Megyei Könyvtár helyiségei vannak itt – pl. a régi díszterem ma olvasóteremként szolgál). Noha a rendházzal összekapcsolt épületet többször bővítették, az 1930-as évek elejére elkerülhetetlenné vált egy új épület létesítése. Ekkor az Oskola utca és a Jókai utca közötti területen álló egykori épületet a rend eladta a városnak és megvette a mai gimnázium területén lévő házakat. Ezeket lebontva építették fel a mai gimnázium Jókai utcai épületét.
A második világháborút követően döntő változások következtek: először 1945-ben új iskolarendszert vezettek be: a nyolcosztályos általános iskolát és a négyosztályos gimnáziumot. Így a gimnázium az 1945/46-os tanévtől átalakult, és mint Ciszterci Szent István Gimnázium és Általános Iskola működött.
A nagyobb érvágás 3 év múlva következett be: 1948-ban államosították a ciszterciek – a még egy évtizede sem használt, új gimnáziumát, majd 1950-től az Állami Ybl Miklós Reáliskolával egyesülve József Attila Gimnáziumként működött, továbbra is magas színvonalú, országos elismertséget hozó képzést nyújtva. Az idejáró diákokat városszerte "józsefes"-nek nevezték, a gimnáziumot pedig "József"-nek.
A rendszerváltozást követően a gimnázium visszakerülhetett a ciszterci rend tulajdonába, először Ciszterci Rend József Attila Gimnáziuma, majd 2000-től Ciszterci Szent István Gimnázium nevet viselve.

## Az iskola napjainkban
Jelenleg a gimnáziumban 8 és 4 évfolyamos képzés folyik. Évente két ötödik és egy kilencedik évfolyamot indítanak, az osztályok száma 21.
Az iskolaépületében tágas tantermek találhatóak, amelyeket úgy alakítottak ki, hogy azok ablakai az iskola díszudvarára tekintsenek. A tantermek mellett egyéb, speciális funkciókkal rendelkező helyiséggel rendelkezik a gimnázium: 2 tornaterem és egy tornacsarnok, egy színházterem, kultúrpince, ebédlő és konyha, természettudományi előadók (kémiai előadó, fizikai előadó, biológiai előadó), amikhez közvetlenül a megfelelő szertárak kapcsolódnak, könyvtár olvasóteremmel, stúdió.
Nagyon szép a 90-es évek végén létesített kápolna. A gimnázium területén található egy tornaudvar (kosárlabda és focipályával) és egy díszudvar.
2020 őszén nagyszabású bővítés kezdődött, melynek során az iskola új tornacsarnokot, több kisebb tornatermet, új dísztermet és tanári szobát, valamint számos új tantermet kapott.

## Az iskola híres tanárai
- Pray György
- Baróti Szabó Dávid
- Ányos Pál
- Virág Benedek
- Szabó Krizontom
- Budenz József
- Dr. Hári Ferenc
- Dr. Halmos István
- Dr. Halmos Istvánné Olgi
- Bokros János
- Wolkensdorfer János
- Mihályi Gyula
- Neumann Ede

## Az iskola híres tanulói
- Bella István – költő
- Csanády László - várospolitikus, egyetemi oktató
- Cser-Palkovics András - polgármester
- Cziczó Attila – író, rendező, színházalapító
- Dániel Gábor – operaénekes
- Egyed Antal – költő, az MTA levelező tagja
- Endrődi Sándor – író, költő az MTA levelező tagja
- Fejér György – az Egyetemi könyvtár igazgatója
- Gimesi Nándor István – ciszterci szerzetes, botanikus, hidrobiológus, mikrobiológus
- Goldziher Ignác – orientalista, az MTA tagja, keletkutató
- Horvát István – bölcsészdoktor, egyetemi tanár
- Horváth Gergely – a Francia Intézet nyelvi professzora
- Jancsó Miklós – filmrendező
- Kalmár Tibor – író, médiaszakember
- Kaszap István – jezsuita novicius
- Klebelsberg Kuno – vallás- és közoktatásügyi miniszter
- Kovács Péter –  polgármester
- Kovács Zoltán – újságíró, az Élet és Irodalom főszerkesztője
- Lauschmann Gyula – orvos, történész
- Lánczos Kornél – fizikus, matematikus
- Lázár Ervin – író, elbeszélő, meseíró
- Maróti Mihály – botanikus
- Méhes László  – színész
- Németh Ákos  – drámaíró
- Parti Nagy Lajos - író
- Pauer János – székesfehérvári megyés püspök
- Piláth Károly, fizikus
- Pyrker János László – velencei pátriárka, az MTA tagja
- Reguly Antal – néprajzkutató, utazó
- Romhányi György – patológus
- Rónay Jácint – a darwinizmus megteremtője hazánkban, Kossuth fiainak nevelője
- Sajgál Erika – színésznő
- Sajnovics János – kutató, nyelvész, matematikus, csillagász
- Sebő Ferenc – énekes, gitáros, tekerőlantos, dalszerző, népzenekutató és építészmérnök
- Semmelweis Ignác – orvos, „az anyák megmentője”
- Simor János – bíboros, hercegprímás, esztergomi érsek
- Szalay László – történetíró, jogász, az MTA tagja
- Szekfű Gyula – történész
- Urbán János – matematikatanár, matematikus
- Vajda János – költő
- Vajda Péter – költő, drámaíró, pedagógus
- Vörösmarty Mihály – költő
- Wekerle Sándor – politikus, miniszterelnök
- Ybl Miklós – építész
- Zichy István Ferenc – földbirtokos, politikus
- Zichy János – földbirtokos, politikus
- Zichy Jenő – földbirtokos, szakíró, politikus, Ázsia-kutató
- Zichy Kázmér – földbirtokos, író, profi vadász
- Zimmersmann Rita – sakkozó, női nemzetközi mester

## Diákcsereprogramok
•  Bécs, Ausztria (1992 óta)
•  Gyulafehérvár, Románia (1995 óta)
• 
Angers, Franciaország (2014 óta)
• 
Kappelrodeck, Németország (2018 óta)